# Beki Klabin
Beki Alfasso Klabin, mais conhecida como Beki Klabin (Istambul, 10 de setembro de 1921 - Rio de Janeiro, 20 de agosto de 2000) foi uma socialite e atriz brasileira que ficou famosa entre as décadas de 70 e 80. Em alguns trabalhados no cinema e na televisão foi creditada também como Becky Klabin.

## Biografia
De origem turca, Beki nasceu em Istambul, ainda pequena mudou-se com a família para o Brasil, fixando residência na cidade do Rio de Janeiro. Estudou com Bibi Ferreira, a qual a influenciou despertando o desejo em Beki de ser atriz.
Beki teve muitas paixões, entre elas destacam-se os relacionamentos com o cantor Waldick Soriano e o médico cirurgião plástico Hosmany Ramos.
Começou a ficar famosa em 1971 quando participava do programa do Chacrinha onde era jurada. Foi nesse período que conheceu Soriano e no ano seguinte, 1972, desfilou pela escola de samba Portela. Na época foi considerada a primeira personalidade da mais alta sociedade a desfilar por uma escola de samba, o que causou furor e a crítica rebateu como um escândalo. Já no auge de sua fama era referência em glamour e poder, despertando inspirações para Gilberto Braga que escreveu uma personagem, Stela, de acordo com a excentricidade da socialite, que veio a ser interpretada por Tônia Carrero, na telenovela Água Viva na Rede Globo em 1980. Em uma de suas falas, dizia: “Assim como Stela, detesto praia. Mas mando o copeiro buscar a água do mar para jogar no meu corpo porque queima mais”. Ainda nessa mesma telenovela recebeu o convite para participar. Antes já havia participado de várias filmografias tanto na televisão como no cinema.
Beki casou-se com o empresário Horácio Klabin, pertencente ao grupo Klabin do ramo de papel e celulose. Apesar de separarem, Beki manteve o sobrenome e a amizade com o ex-marido que veio a falecer em 1996. Com ele teve dois filhos, Cláudio Roberto Klabin e Paulo Eduardo Klabin.
Foi considerada a dama da sociedade carioca na época, era de personalidade forte, de características excêntricas. Foi tida como uma irreverente socialite. Residiu em uma cobertura na avenida Vieira Souto, uma residência cheia de luxo em que promovia inúmeras festas e eventos, num lugar que já foi considerado o metro quadrado mais caro do mundo. Faleceu aos 78 anos vítima de aneurisma cerebral.

## Filmografia
| Ano  | Título                  | Papel |
| ---- | ----------------------- | ----- |
| 1972 | Paixão de Um Homem      |       |
| 1972 | Tempo de Viver          |       |
| 1972 | Roleta Russa            |       |
| 1972 | O Grande Gozador        |       |
| 1973 | Sentença de Deus        |       |
| 1973 | Amor, Carnaval e Sonhos |       |
| 1974 | O Mau-Caráter           |       |
| 1980 | Água Viva               | Becky |